# Jan Stejskal (geolog)
Jan Stejskal (1. září 1902, Třebíč – 13. listopadu 1972, Praha) byl český geolog.

## Biografie
Jan Stejskal se narodil v roce 1902 v Třebíči, v roce 1921 odmaturoval na gymnáziu v Třebíči a následně nastoupil na Přírodovědeckou fakultu Karlovy univerzity v Praze, kde mezi lety 1921 a 1923 studoval přírodopis a zeměpis, od roku 1923 do roku 1925 pak studoval téže na Přírodovědecké fakultě Masarykovy univerzity.
V lednu roku 1925 nastoupil jako pomocná vědecká síla na Geologický ústav Přírodovědecké fakulty Masarykovy univerzity (u prof. Josefa Woldřicha) a v srpnu téhož roku se stal asistentem. V roce 1926 získal státní zkoušku z přírodopisu a zeměpisu. Od roku 1929 pak působil (spolu s profesorem Woldřichem) jako asistent geologického ústavu ČVUT. V roce 1931 byl habilitován jako soukromý docent v oboru geologie a petrografie.na Vysoké škole zemědělského a lesnického inženýrství ČVUT. Mezi lety 1941 a 1945 působil jako vedoucí geologicko-pedologického mapování na Státním geologickém ústavu. Po druhé světové válce opět vyučoval na Vysoké škole zemědělského a lesnického inženýrství, kde byl v roce 1946 jmenován profesorem. V roce 1952 nastoupil na lesnickou fakultu ČVUT, kde mezi lety 1953 a 1957 působil jako proděkan pro pedagogickou činnost. V roce 1961 působil jako vedoucí katedry geologie a pedologie. Mezi lety 1961 a 1972 působil jako proděkan pro vědecko-výzkumnou činnost. V roce 1970 odešel do důchodu.
Věnoval se geologii západní Moravy, v dizertaci se věnoval oblasti mezi Bory a Velkým Meziříčím. Věnoval se také publikování a spisovatelské činnosti, napsal několik učebnic jako například Geologie zeměměřická nebo Geologie lesnická. Věnoval se také mapováním geologickému a pedologickému mapování. Uvádí se, že založil zemědělskou a lesnickou geologii.
Jan Stejskal byl členem Státního geologického ústavu Československé republiky (od roku 1927), Československé balneologické a klimatologické společnosti (od roku 1932), Moravské přírodovědecké společnosti (od roku 1935), Učené společnosti Šafaříkovy v Bratislavě (od roku 1937) a Československé akademie zemědělských věd.
Obdržel Jubilejní medaili za zásluhy o rozvoj ČVUT (rok 1957), medaili Cyrila Purkyně za zásluhy o Ústřední geologický ústav (rok 1968), Zlatou medaili Vysoké školy zemědělské v Praze za zásluhy o rozvoj vědecké práce v oboru zemědělské a lesnické geologie (rok 1970).